# Sundar Narayana Rao

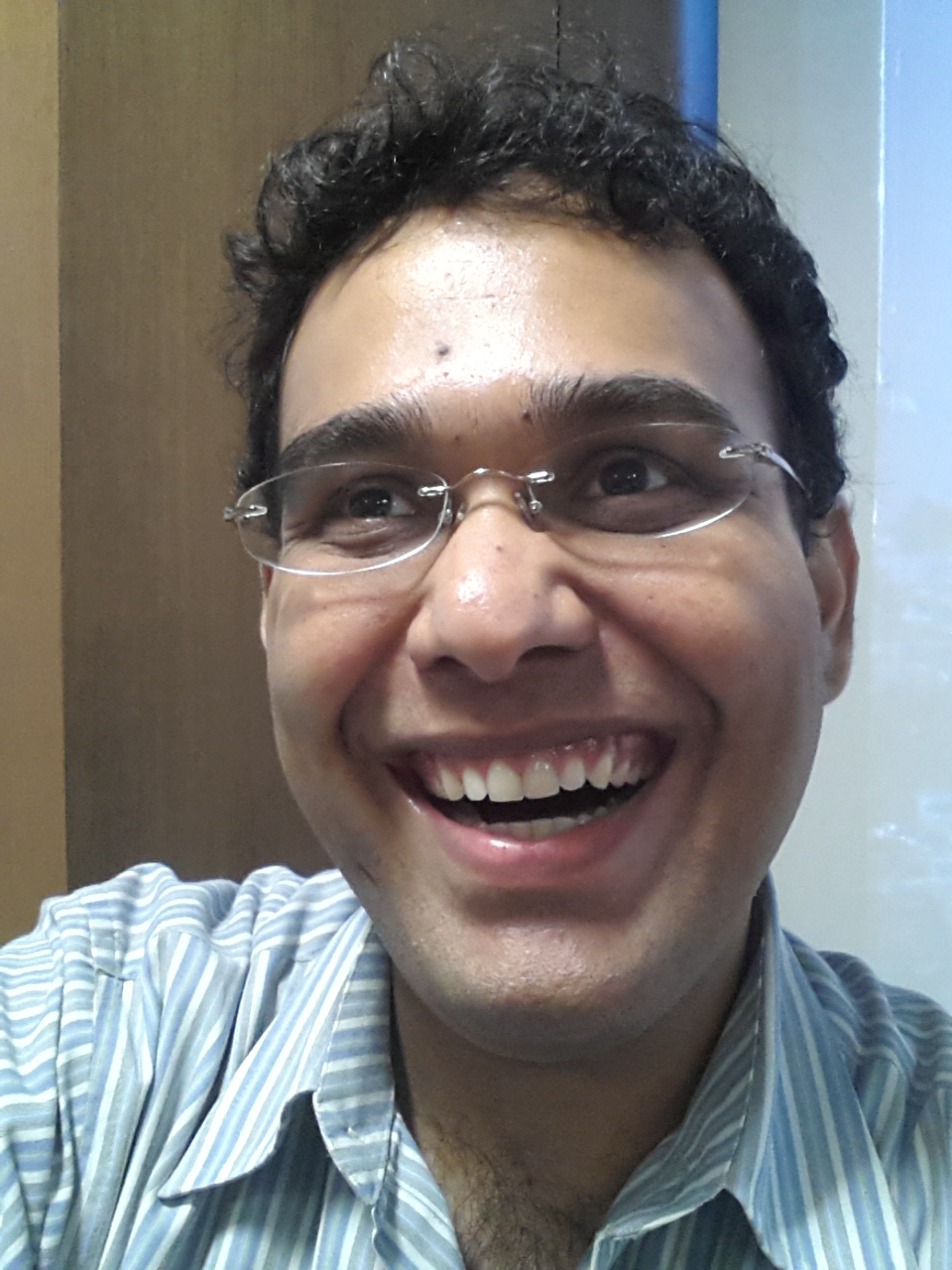
Sundar Narayana Rao

Sundar Narayana Rao (n. 30 de enero), es un cantante de playback indio. Ha interpretado temas musicales cantados en tamil y telugu.

## Biografía
Sundar Narayana Rao nació y se crio en Tamil Nadu. Se inició en la música a una edad muy joven y se formó en todos los estilos musicales. Fue en ese momento, que sintió fuertemente que estaba más inclinado hacia el sistema de la música clásica indostánica y comenzó a profundizar en su aprendizaje más difícil. Aprendió de varias personas inicialmente antes de convertirse en discípulo de Pandit Madhav Bhatki de Gwalior Gharana, con quien aprendió hace muchos años en Nueva Jersey.

## Carrera
Durante su larga estancia en los Estados Unidos, tuvo contacto con muchos compositores norteamericanos para realizar varias bandas sonoras de películas y no así las pistas de sonido de cine en varios idiomas. Alrededor del 2006, se trasladó a la India para dedicarse a la música clásica de la India del Norte, con una capacidad principal y con algunos de sus amigos realizando conexiones con famosos compositores de cine, fue incursionado a la música del cine. Su perfil musical diversificada llamó la atención sobre M Ghibran, quien luego lo lanzó con Kuru Kuru y Kanna Kanna de la misma película titulada, "vathikuchi".

### Como cantante de playback

#### Canciones en Tamil
| Año  | Película                | Canciones                 | Composición | Co-intérprete(s)          |
| ---- | ----------------------- | ------------------------- | ----------- | ------------------------- |
| 2013 | Vathikuchi              | " Kuru Kuru "             | M Ghibran   | Solo                      |
| 2013 | Vathikuchi              | " Kanna Kanna "           | M Ghibran   | Solo                      |
| 2013 | Kutti Puli              | " Aatha un Selai "        | M Ghibran   | Solo                      |
| 2013 | Kutti Puli              | " Deivam yellam Onnagi "  | M Ghibran   | Solo                      |
| 2013 | Praanam Kosam           | " Chura Chura"            | M Ghibran   | Solo                      |
| 2013 | Praanam Kosam           | " Kannu Kannu"            | M Ghibran   | Solo                      |
| 2013 | Naiyaandi               | "Ae Le Le Etti Paarthale" | M Ghibran   | with Leon D'Souza         |
| 2013 | Naiyaandi               | "Marriage Marketil"       | M Ghibran   | Solo                      |
| 2013 | Thirumanam Ennum Nikkah | "Chillendra Chillendra"   | M Ghibran   | with Kaushiki Chakrabarty |
| 2014 | Amarakaaviyam           | "Edhedho ennamvandhu"     | M Ghibran   | Solo                      |

## Discografía
- Vathikuchi - Kuru Kuru is the song that first gave him fame and even in the same movie he sang another song Kanna Kanna.These two songs bring him accolades from all music lovers.
- - Sundar's interview on outlook magazine.